# London Buses
London Buses, gegründet durch den Greater London Authority Act 1999, ist als Teil der Transport for London (TfL) verantwortlich für Linienbus-Angebote im Verwaltungsgebiet Greater London.

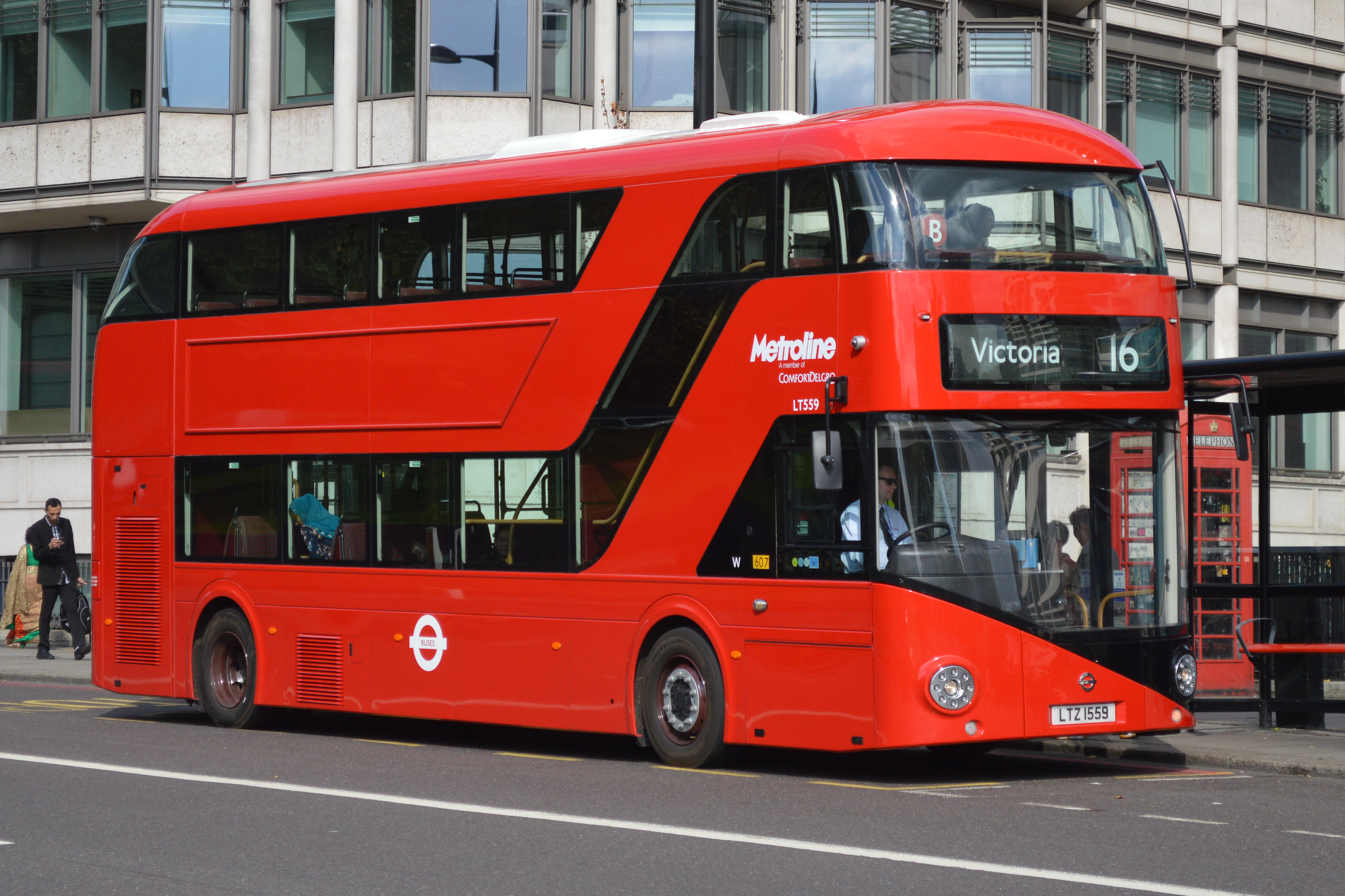
New Routemaster von Metroline im September 2015

## Überblick
Das Nahverkehrs-Busnetz Londons ist eines der größten und umfangreichsten der Welt. Mehr als 8000 planmäßige Busse bedienen mehr als 700 Linien. Pro Jahr befördern die Londoner Busse mehr als 1,8 Milliarden Fahrgäste.
Die Hauptaufgaben von London Buses sind:
- Planung neuer Buslinien und Anpassung vorhandener Buslinien
- Festlegung von Bedienungsqualitäten
- Überwachung der Service-Qualität der eingesetzten Verkehrsunternehmen
- Betrieb des Rund-um-die-Uhr London Buses Network Management Control Centres (NMCC) in Southwark, Funkverbindungen zu den Busfahrern
- Assistenz für die Busfahrer der Verkehrsunternehmen (Dispatcher/Unfallhilfsdienst)
- Management von Bushaltestellen und Busbahnhöfen
- Bereitstellung von Fahrgastinformationen (Fahrpläne und Liniennetzpläne, Online-Verbindungssuche)

## Betrieb
London Buses betreibt die Linien nicht selbst, sondern schreibt den Betrieb als ÖPNV-Aufgabengeber an externe Busunternehmen aus, wobei die Dauer der jeweiligen Ausschreibungen bis April 2022 ursprünglich fünf Jahre lang war, wobei Verlängerungen um bis zu zwei Jahre bei Erfüllung bestimmter Leistungskriterien möglich waren. Seit April 2022 beträgt die Dauer sieben Jahre, wobei wie zuvor Verlängerungen um weitere zwei Jahre bei Erfüllung bestimmter Leistungskriterien möglich sind. 
Derzeitige Betreiber des Busnetzes sind:
- Go-Ahead London (inklusive Blue Triangle, Docklands Buses, London Central, London General und Metrobus als Tochterunternehmen)
- Arriva London
- Metroline
- Stagecoach London (inklusive East London, Selkent und Thameside als Tochtergesellschaften)
- RATP Dev Transit London (inklusive London Sovereign, London Transit und London United als Tochtergesellschaften)
- Abellio London
- Sullivan Buses
- Uno

## Fahrzeuge
Mit Stand März 2022 werden im Busnetz insgesamt 8795 Busse eingesetzt, wovon 4134 Fahrzeuge Dieselbusse, 3854 Fahrzeuge Hybridbusse, 785 Fahrzeuge Akkubusse sowie 22 Fahrzeuge Brennstoffzellenbusse sind. Insgesamt 2467 Fahrzeuge sind einstöckige Solobusse, während 6328 Fahrzeuge Doppeldeckerbusse sind.
Es werden zahlreiche Bustypen der Hersteller Alexander Dennis (ADL), MCV Bus and Coach, Optare, Scania, VDL, Wrightbus, oft auf Volvo-Fahrwerken, verwendet, wobei die Busse der Typen New Routemaster und SRM des Herstellers Wrightbus speziell für die Ansprüche von London Buses entworfen wurden.
London Buses hat mehrere Vorgaben für die eingesetzten Fahrzeuge formuliert, die von den Betreibern eingehalten werden müssen. Vorschriften sind beispielsweise:
- eine weitgehend rote Farbgebung
- getrennte Türen für den Ein- und Ausstieg
- gerade Treppen bei Doppeldeckbussen
- Verwendung von Rollbandanzeigen

Eine Besonderheit zu anderen europäischen Großstädten liegt darin, dass derzeit keine Gelenkbusse mehr eingesetzt werden. Nachdem ab Oktober 2001 versuchsweise insgesamt acht Volvo-Gelenkbusse mit Aufbauten von Wrightbus eingesetzt wurden, wurde ab Juni 2002 eine größere Anzahl an niederflurigen Gelenkbussen vom Typ Citaro G des Herstellers Mercedes-Benz für verschiedene Busunternehmen beschafft, die damit auf einigen Innenstadtlinien die bis dahin eingesetzten alten klassischen Busse vom Typ AEC Routemaster ablösten, die ja nicht behindertengerecht waren. So wurden auch Kapazitätserhöhungen auf den am stärksten ausgelasteten Linien des Netzes erreicht, allerdings verstopften die Gelenkbusse mit ihrer wesentlich größeren Länge und ihrer Unhandlichkeit die neuralgischen Punkte im Netz und führten zu längeren Fahrzeiten. Aufgrund mehrerer Fahrzeugbrände, die auch in anderen Städten auftraten, einer deutlich erhöhten Schwarzfahrerquote, da der Fahrgastwechsel hier nicht nach dem Fahrgastflussprinzip mit Einstieg nur beim Fahrer durchgeführt wurde, wurden die Gelenkbusse bis Dezember 2011 ausgemustert und durch neue Doppeldeckbusse (oft als Hybridfahrzeuge) ersetzt. Außerdem erfolgte damit die Umsetzung eines Wahlversprechens des ehemaligen Bürgermeisters Boris Johnson, der versprach, die Gelenkbusse durch neu entwickelte Doppeldeckbusse (New Routemaster, damals auch „Borismaster“ oder „New Bus for London“ genannt) zu ersetzen.
Diese Hybridbusse New Routemaster wurden – wie die alten Routemaster – im engeren Innenstadtbereich, wo viel Stop-and-go-Verkehr vorherrscht(te), zunächst an Werktagen mit Schaffner/Assistent und offener Hecktür eingesetzt, so dass hier zwischen den Haltestellen ein- und ausgestiegen werden konnte. Seit 2020 bleiben die Hecktüren zwischen den Haltestellen geschlossen. So konnte der Schaffnerbetrieb vollständig abgeschafft und durch den Einmannbetrieb abgelöst wurde.